# بالتا (محافظة أوديسا)
بالتا (Балта) هي مدينة في محافظة أوديسا في أوكرانيا.
يبلغ عدد سكانها حوالي 19365 نسمة.

## أعلام
- زاوري ماخارادزي
- إدوارد لودفيغ